# Theodore Frelinghuysen
Theodore Frelinghuysen (Franklin Township, 28 de março de 1787 – New Brunswick, 12 de Abril de 1862) foi um político norte-americano, servindo como o Procurador Geral de Nova Jérsei, Senador dos Estados Unidos, e prefeito de Newark, Nova Jérsei depois de se candidatar a vice-presidente com Henry Clay pelo Partido Whig nas eleições de 1844.

## Biografia
Nascido em Somerset, Frelinghuysen estabeleceu-se através da prática jurídica em Newark (New Jersey) depois de se formar no College of New Jersey. Era filho do senador Frederick Frelinghuysen e pai adotivo do Secretário de Estado Frederick Theodore Frelinghuysen. Ele serviu como Procurador Geral de New Jersey de 1817 a 1829 e como Senador dos Estados Unidos de 1829 a 1835. No Senado, Frelinghuysen se opôs fortemente à política de remoção indígena do presidente Andrew Jackson. Depois de deixar o Senado, ele serviu como o Prefeito de Newark de 1837 a 1838.
Frelinghuysen foi selecionado como companheiro de chapa de Clay na Convenção Nacional de Whig de 1844. Na eleição de 1844, o bilhete Whig foi derrotado por pouco pelo ingresso do Democrata de James K. Polk e George M. Dallas. Frelinghuysen serviu como presidente da Universidade de Nova York de 1839 a 1850, e como presidente da Rutgers University, de 1850 a 1862. foi nomeado após ele.